# Пензенское училище садоводства
17 (29) апреля 1820 г. император Александр I утвердил проект о создании училища садоводства в Пензе. Проект был разработан и реализован под руководством Управляющего министерством внутренних дел России графа В.П. Кочубея. 
Для руководства открываемого в Пензе учебного заведения был приглашен из Германии ученый-садовод Эрнст Магзиг (1796-1853), который возглавлял его с 1820 г. по 1853 г. Первыми учениками училища садоводства были крепостные мальчики крупнейших русских помещиков, а также питомцы воспитательных домов Тамбова и Киева. Кроме подготовки садовников на училище возлагалось приобретение и размножение улучшенных пород деревьев и кустарников, семян и цветов. Параллельно с созданием училища, по поручению губернатора Ф.П. Лубяновского, Э. Магзиг с мая 1821 г. занимался созданием городского публичного сада в Пензе (ныне ЦПКиО им. В.Г. Белинского), а также приложил много сил для открытия в городе лютеранской церкви.
За 33 года деятельности Э. Магзига училище подготовило 187 садовников, реализовало населению 116 тыс. плодовых и декоративных деревьев и кустарников на сумму 20130 руб.,  бесплатно отпустило более 189 тыс. экземпляров садовых произведений; в школах и питомниках училища к . имелось свыше 96 тыс. деревьев и более 82 тыс. кустарников.
В 19 веке Пензенское училище садоводства (ПУС) посещали: император Николай I (1836 г.), цесаревич Александр (1837 г.), поэт В. Жуковский (1837 г.), писатель П. Сумароков (1838 г.), математик Н. Лобачевский (1842 г.), министр государственных имуществ М. Муравьев (1857 г.), чиновники, артисты. После смерти Э. Магзига училище садоводства возглавляли: ботаник О. Баум, коллежский советник Л.Т. Лучинский, магистр ботаники В.П. Храповицкий. 
С 1905 г. по 1917 г.  училищем руководил А.И. Журавский, деятельность которого приносит учебному заведению всероссийскую славу. ПУС становится лучшим учебным заведением Департамента Земледелия. На Всероссийских и международных выставках по плодоводству и сельскому хозяйству оно удостаивается золотых и серебряных медалей (1908 г., 1910 г., 1911 г., 1912 г.). С 1894 г. на базе училища проводились курсы по плодоводству, огородничеству и пчеловодству для учителей народных школ Пензенской и соседних губерний. Издаваемый ежегодно «Каталог произведений Пензенского училища садоводства» предлагал к 1917 г. свыше 3 тыс. произведений (садовые и декоративные деревья и кустарники, семена цветов и овощей, черенки, садовые инструменты), которые училище реализовывало по почте во все регионы Российской империи. 
С 1820 г. по 1920 г. училище подготовило и выпустило около тысячи садовников, многие из них стали выдающимися учеными-селекционерами: академик И.С. Горшков, доктора с/х наук П.Г. Шитт, А.Д. Кизюрин, В. К. Левошин, Г.К. Карпов, С.Ф. Вьюнов, Л.М. Ро, Е.Н. Киркопуло. 
6 декабря 1921 г. - решением Главпрофобра Наркомпроса РСФСР  училище садоводства было преобразовано в Пензенский садово-огородно-пчеловодный техникум. Одним из первых директоров техникума был Л.М. Новокрещенов, ставший впоследствии создателем и первым директором Самарской зональной опытной станции по садоводству (1931 г.). 
22 августа 1945 г. - Президиум Верховного Совета СССР наградил Пензенский с/х техникум орденом Трудового Красного Знамени за успешную подготовку специалистов по плодоводству и пчеловодству и в связи с 125-летием его существования.
16 октября 1945 г. - приказом по НКЗ РСФСР в связи с награждением техникума орденом он переименован в Пензенский ордена Трудового Красного Знамени с/х техникум.
1938-1963 гг. - техникум возглавляли Крылов В.В., Никитенков А.И., Ковкин А.З., Макаров А.Ф., Фрид Н.В. 
Апрель 1951 г. - на землях техникума организован Пензенский государственный сортоиспытательный участок (ГСУ) плодово-ягодных культур на площади 31,4 га, которым руководили Сидзельник В.И. (1951-1961), Кузьмин А.А. (1961-1998).
30 апреля 1964 г. постановлением Мовмина РСФСР техникум был реорганизован в Пензенский ордена Трудового Красного Знамени совхоз-техникум.
1963-1972 гг. - техникум возглавлял Баландин С.Г. В эти годы были построены: учебный корпус (1965), дома №№48, 49 (1967), общежитие №1 (1969). 
На 1 сентября 1967 г.  в техникуме обучалось 1448 чел. (907 - очное отделение, 541 – заочное отделение), набор - 330 чел., успеваемость – 98,6 %. 
5 августа 1970 г.  постановлением Совмина РСФСР техникуму присвоено имя В.И. Ленина в связи со 150-летием со дня основания учебного заведения. 
С 1972 г. по 2002 г. техникум возглавлял кандидат с/х наук Канайкин В.Р. В эти годы были построены на территории техникума: дом №1 (1975 г.), дом №2 (1983 г.), общежития №№2,3, (1979 г.), столовая (1975 г.), газовая котельная (1979 г.), детский сад (1980 г.), плодоовощехранилище, баня, лыжная база, дом №3 (2001 г.); в п. Дубрава: молочный комплекс на 400 голов КРС, ферма на 200 голов, телятник, контора производства, столовая, магазин, 5 зерноскладов, современные мехмастерские, газовая котельная, осуществлена газификация поселка и построена асфальтированная дорога.        
1973 г., август - техникум становится региональным базовым для с/х техникумов зоны Поволжья II (в зону входило 26 техникумов Пензенской, Ульяновской, Куйбышевской областей, Башкирской и Татарской АССР). Председателем Совета директоров техникумов зоны был Канайкин В.Р. (1973-2002 гг.), методистами в разные годы были: Капезин В.С., Сильвеструк К.Н., Логачева В.В., Найденкова Л.П., Умнова Т.М.
1975-1987 гг. - как победитель Всероссийского социалистического соревнования среди с/х предприятий и за достижения наивысших результатов техникум награждался: Почетными грамотами Минсельхоза (1975, 1979); дипломом ВЦСПС и ЦК ВЛКСМ (1981); Почетными грамотами ЦК КПСС и Совмина СССР, ВЦСПС и ЦК ВЛКСМ (1980, 1987); переходящим Красным Знаменем Совмина РСФСР и ВЦСПС (1985); дипломом ВДНХ СССР (1986).
1 сентября 1983 г. - в техникуме обучалось 1914 чел. (1010 – дневное отделение, 904 – заочное отделение), прием – 660 (360 - очное отделение, 300 – заочное отделение), успеваемость – 99,4 %, количество групп – 34. 
8 декабря 2000 г. - приказом Минсельхоза РФ №1002 ПСХТ переименован в ФГОУ СПО «Пензенский аграрный техникум». 
В январе 2012 г. аграрный техникум получил статус колледжа управления земельными ресурсами и бизнеса. 
В июле 2012 г. колледж вошел в состав Пензенского многопрофильного колледжа, став отделением коммунального хозяйства и управления земельными ресурсами 
С июня 2016 г. колледж вновь стал самостоятельным и носит название ГАПОУ ПО "Пензенский агропромышленный колледж".

## Известные выпускники
- Горшков И. С. (1896—1965) — советский учёный-генетик, селекционер-плодовод.
- Левошин В. К. (1893—1964) — доктор с.-х. наук, профессор
- Ро Л.М. (1883 - 1957) - доктор с/х наук, профессор
- Кизюрин А.Д. (1879 - 1972) - доктор с/х наук, профессор
- Карпов Г.К. (1894 - 1979) - доктор с/х наук, профессор
- Шитт П.Г. (1875-1950) - доктор с/х наук, профессор